# 水声通信
水声通信 是一项在水下收发信息的技术。 水下通信有多种方法，但是最常用的是使用 水声换能器。水下通信非常困难，主要是由于信道的多径效应、时变效应、可用带宽窄、信号衰减严重，特别是在长距离传输中。水下通信相比有线通信来说速率非常低，因为水下通信采用的是声波而非无线电波。常见的水声通信方法是采用扩频通信技术，如CDMA等。